# Amare per sempre (telenovela)
Amare per sempre (Amar en tiempos revueltos) è una telenovela spagnola ambientata durante la Guerra civile spagnola e durante i primi anni del Franchismo. È stata prodotta dalla Diagonal TV e trasmessa su La 1, il primo canale della tv di stato spagnola, dal 27 settembre 2005 al 16 novembre 2012 dal lunedì al venerdì dalle 16:15 alle 17:15.
È ispirata alla serie catalana Temps de silenci prodotta da TV3, sempre prodotta da Diagonal TV. Nel 2012 il produttore Diagonal TV interruppe l'accordo con la TVE, e quindi la serie fu interrotta, e il produttore creò uno spin-off della telenovela: Amar es para siempre, trasmessa su Antena 3 a partire dal 14 gennaio 2013.
La telenovela in Italia è trasmessa da LA7 dal 13 aprile 2015 alle 17.00. Complice il flop di ascolti, la soap è stata sospesa, dopo neanche un mese di programmazione, venerdì 8 maggio 2015. Nell'estate 2016 è tornata in onda, questa volta su LA7d nel cuore della notte, con indicazione grafica "prima TV".

## Contesto storico e ambientazione
La telenovela è ambientata durante la Guerra civile spagnola e durante i primi anni del franchismo, e narra le storie dei personaggi che vissero le vicende della guerra. La prima stagione racconta cosa successe negli anni tra il 1936 e il 1945 come la sconfitta della Seconda Repubblica Spagnola, i movimenti operai e agrari che sorsero contro il governo, e la crisi politica e sociale dell'epoca. La seconda stagione comprende il periodo dal 1945 al 1948, e si raccontano gli anni del blocco internazionale alla dittatura franchista. La terza stagione inizia nell'estate 1948, quando viene aperta la frontiera tra Spagna e Francia e finisce nel 1950, con la fine del blocco internazionale e con la Spagna che migliora lievemente la sua situazione economica; la quarta stagione inizia a partire dal 1950 e racconta l'ingresso della Spagna nella FAO e poi nell'UNESCO. La quinta stagione inizia il 1 aprile 1952 con la fine del razionamento spagnolo e si estende fino al 1953 con l'accordo con la Santa Sede e gli Stati Uniti. La sesta stagione è ambientata negli anni 1954 e 1955, e racconta l'insediamento del regime franchista e la fine dell'isolamento, con l'ingresso della Spagna nell'ONU. La settima stagione inizia nel luglio 1956 e si estende fino all'anno 1957 con l'indipendenza del protettorato del Marocco, la guerra di Ifni, il trattato di Roma e il conflitto del canale di Suez.

## Puntate
| Stagione         | Puntate | Prima TV originale | Prima TV in italiano |
| ---------------- | ------- | ------------------ | -------------------- |
| Prima stagione   | 199     | 2005-2006          | 2015                 |
| Seconda stagione | 221     | 2006-2007          |                      |
| Terza stagione   | 258     | 2007-2008          |                      |
| Quarta stagione  | 255     | 2008-2009          |                      |
| Quinta stagione  | 256     | 2009-2010          |                      |
| Sesta stagione   | 261     | 2010-2011          |                      |
| Settima stagione | 256     | 2011-2012          |                      |